# Linko
Linko är en ort i Guinea.   Den ligger i prefekturen Kerouane Prefecture och regionen Kankan Region, i den sydöstra delen av landet, 500 km öster om huvudstaden Conakry. Linko ligger 635 meter över havet och antalet invånare är 16 478.
Terrängen runt Linko är platt österut, men västerut är den kuperad. Runt Linko är det ganska glesbefolkat, med 36 invånare per kvadratkilometer. Det finns inga andra samhällen i närheten. I omgivningarna runt Linko växer huvudsakligen savannskog.